# LUNA SEA 25th Anniversary Ultimate Best -THE ONE-
『LUNA SEA 25th Anniversary Ultimate Best -THE ONE-』(ルナシー トゥエンティフィフス アニバーサリ アルティメット ベスト ザ ワン)は、2014年5月28日に発売されたLUNA SEAのベスト・アルバム。

## 解説
LUNA SEAの結成25周年を記念し、ライブ・ベスト『NEVER SOLD OUT 2』と同時発売。また、それと本作を、特製ブックレットとコンパイルした『LUNA SEA 25th Anniversary Ultimate Best THE ONE + NEVER SOLD OUT 2』も同日に限定販売された。
収録曲は、アルバム初収録となる2曲(「PROMISE」、「THE ONE -crash to create-」)を含む全24曲が選曲され、
14曲+10曲をCD2枚に収録。リマスタリングはStuart Hawkesが担当。
曲順に関してはINORAN曰く「ライブを意識した」との事で、「序盤は勢いよく始まって、中盤でちょっとテンポを落として、後半に上がっていく構成に、みんなが愛してるLUNA SEAの美学がある」とも述べた。また、本作の選曲に関してはSUGIZOが中心になって考えたとのこと。
DISC1は「WISH」、DISC 2には「THE ONE -crash to create-」を最後に持ってくるという意見はJによるもので、これは『NEVER SOLD OUT 2』にも採用された。
ちなみに本作には「The End of the Dream/Rouge」以降の楽曲は収録されなかったが、これにJは「確かに僕らの25周年という括りの中に入れるべきだという声もあったんだけど、ちょっと待てと。僕は入れるべきじゃないと思った1人なんですけど、だって『A WILL』の楽曲はまだ歴史を作ってないから。『A WILL』の中の曲たちはまだライブでやったことがない曲が多いし、物語をこれから作っていくはずなのに、なんでもうベストアルバムに入れなきゃいけないんだって。過去にやってきたものに対する感謝っていう意味でのベストアルバムに、これから未来を作っていく楽曲は入れないほうがいいんじゃないかと思ったんです。」と述べた。

## 収録曲
| 全作詞・作曲・編曲: LUNA SEA。 |                               |          |            |
| #                              | タイトル                      | 作詞     | 作曲・編曲 |
| 1.                             | 「LOVELESS」                  | LUNA SEA | LUNA SEA   |
| 2.                             | 「PRECIOUS...」               | LUNA SEA | LUNA SEA   |
| 3.                             | 「ROSIER」                    | LUNA SEA | LUNA SEA   |
| 4.                             | 「gravity」                   | LUNA SEA | LUNA SEA   |
| 5.                             | 「BELIEVE」                   | LUNA SEA | LUNA SEA   |
| 6.                             | 「I for You」                 | LUNA SEA | LUNA SEA   |
| 7.                             | 「IN MY DREAM (WITH SHIVER)」 | LUNA SEA | LUNA SEA   |
| 8.                             | 「DESIRE」                    | LUNA SEA | LUNA SEA   |
| 9.                             | 「MOTHER」                    | LUNA SEA | LUNA SEA   |
| 10.                            | 「PROMISE」                   | LUNA SEA | LUNA SEA   |
| 11.                            | 「BREATHE」                   | LUNA SEA | LUNA SEA   |
| 12.                            | 「TONIGHT」                   | LUNA SEA | LUNA SEA   |
| 13.                            | 「LOVE SONG」                 | LUNA SEA | LUNA SEA   |
| 14.                            | 「WISH」                      | LUNA SEA | LUNA SEA   |

| 全作詞・作曲・編曲: LUNA SEA。 |                                                  |          |            |
| #                              | タイトル                                         | 作詞     | 作曲・編曲 |
| 1.                             | 「STORM」                                        | LUNA SEA | LUNA SEA   |
| 2.                             | 「Déjàvu」                                       | LUNA SEA | LUNA SEA   |
| 3.                             | 「Sweetest Coma Again feat.DJ KRUSH」            | LUNA SEA | LUNA SEA   |
| 4.                             | 「END OF SORROW」                                | LUNA SEA | LUNA SEA   |
| 5.                             | 「TRUE BLUE」                                    | LUNA SEA | LUNA SEA   |
| 6.                             | 「BLUE TRANSPARENCY 限りなく 透明に近い ブルー」 | LUNA SEA | LUNA SEA   |
| 7.                             | 「SHINE」                                        | LUNA SEA | LUNA SEA   |
| 8.                             | 「MOON」                                         | LUNA SEA | LUNA SEA   |
| 9.                             | 「IN SILENCE」                                   | LUNA SEA | LUNA SEA   |
| 10.                            | 「THE ONE -crash to create-」                    | LUNA SEA | LUNA SEA   |

### 楽曲解説

#### DISC 1
1. LOVELESS
4thアルバム『MOTHER』収録曲。アウトロがほんの僅かだが、次曲へと繋がっている。
2. PRECIOUS...
1stアルバム『LUNA SEA』収録曲。本作に収録されているのは、2011年発売のリレコーディング版に収録されているバージョン。前曲のアウトロの余韻がほんの僅かであるが残っている。
3. ROSIER
3rdシングル。本作に収録されているのは、4thアルバム『MOTHER』に収録されているバージョン。
4. gravity
12thシングル。
5. BELIEVE
1stシングル。
6. I for You
11thシングル。
7. IN MY DREAM (WITH SHIVER)
2ndシングル。本作に収録されているのは、3rdアルバム『EDEN』に収録されているバージョン。アルバムバージョンのベスト・アルバムへの収録は本作が初となる。
8. DESIRE
6thシングル。
9. MOTHER
5thシングル。
10. PROMISE
2011年3月23日より、Amazon MP3及び公式携帯サイト「LUNA SEA MOBILE」にて配信限定でリリースされていた楽曲。本作で初CD化。
11. BREATHE
6thアルバム『SHINE』収録曲。
12. TONIGHT
13thシングル。
13. LOVE SONG
14thシングル。
14. WISH
2ndアルバム『IMAGE』収録曲。本作に収録されているのは、ベストアルバム『PERIOD 〜THE BEST SELECTION〜』に収録されている再録バージョン。

#### DISC 2
1. STORM
9thシングル。
2. Déjàvu
2ndアルバム『IMAGE』収録曲。アルバム版と違いSUGIZOとINORANのパートが逆になっている。(アルバムでは左から聞こえるのがINORANパート、右から聞こえるのがSUGIZOパート)
3. Sweetest Coma Again feat.DJ KRUSH
7thアルバム『LUNACY』収録曲。
4. END OF SORROW
7thシングル。本作に収録されているのは、ベストアルバム『PERIOD 〜THE BEST SELECTION〜』に収録されているバージョン。
5. TRUE BLUE
4thシングル。
6. BLUE TRANSPARENCY  限りなく 透明に近い ブルー
1stアルバム『LUNA SEA』収録曲。本作に収録されているのは、2011年発売のリレコーディング版に収録されているバージョン。
7. SHINE
10thシングル。
8. MOON
1stアルバム『LUNA SEA』収録曲。本作に収録されているのは、2011年発売のリレコーディング版に収録されているバージョン。
9. IN SILENCE
8thシングル。
10. THE ONE -crash to create-
15thシングルで、本作のサブタイトルにもなった。アルバム初収録。